# Morettia canescens
Morettia canescens är en korsblommig växtart som beskrevs av Pierre Edmond Boissier. Morettia canescens ingår i släktet Morettia och familjen korsblommiga växter. Inga underarter finns listade i Catalogue of Life.